# Cochlodina
A Cochlodina  a csigák osztályába, a tüdőscsigák (Pulmonata) rendjébe valamint az orsócsigafélék (Clausiliidae) családjába tartozó egyik nem.

## Rendszerezés
A nembe az alábbi fajok tartoznak:
- viaszos orsócsiga (Cochlodina cerata)
- Cochlodina comensis
- Cochlodina commutata
- Cochlodina costata
- Cochlodina curta
- Cochlodina dubiosa
- ólomszürke orsócsiga (Cochlodina fimbriata)
- Cochlodina incisa
- Cochlodina kuesteri
- fényes orsócsiga (Cochlodina laminata)
- Cochlodina liburnica
- többredős orsócsiga (Cochlodina marisi)
- Cochlodina meisneriana
- egyenesszájú orsócsiga (Cochlodina orthostoma)
- Cochlodina triloba